# Merizocera kurunegala
Merizocera kurunegala es una especie de araña araneomorfa del género Merizocera, familia Psilodercidae. Fue descrita científicamente por Li en 2020.
Habita en Sri Lanka. El holotipo masculino mide 1,33 mm y el paratipo femenino 1,41 mm.